# Myrmarachne pygmaea
Myrmarachne pygmaea är en spindelart som först beskrevs av Tord Tamerlan Teodor Thorell 1894.  Myrmarachne pygmaea ingår i släktet Myrmarachne och familjen hoppspindlar. Inga underarter finns listade i Catalogue of Life.